# Роби Кригър
Робърт Алън Кригър (на английски: Robby Alan Krieger, р. 8 януари 1946 г.) е американски рок китарист и текстописец. Той е китарист на групата The Doors и в този период написва едни от най-известните си песни, включително „Light My Fire“, „Love Me Two Times“, „Touch Me“ и „Love Her Madly“.

## Детство
Родом от Лос Анджелис, Калифорния, Кригър се научава да свири на китара в училище. Започва, настройвайки първите четири струни на едно укулеле (хавайски струнен инструмент, подобен на китара, с наилонови струни; обикновено се свири с пръсти като на китара и имитирайки фламенко китара). През 1963 г. си купува истинска фламенко китара и се учи на нея, без да посещава уроци. След време губи интерес блогодарение на скифъл група наречена Back Bay Chamberpot Terriers with Bill Wolff (Бек Бей Чеймбърпот Териерс уит Бил Улф).

## The Doors
Кригър заедно с кийбордиста Рей Манзарек, барабанистът Джон Дензмор и вокала Джим Морисън създават The Doors. На една от ранните репетиции на групата Морисън чува Кригър да свири на слайд китара и моментално поискал да включат техниката във всяко парче от първия албум. Техниката на свирене, музикалните му вкусове (насочени към електрическата китара) и писането на песни от Кригър помагат групата да стане една от най-популярните през 60-те години на 20 век. Единствения запис, в който той пее с групата, е в песента „Runnin' Blue“ от албума „The Soft Parade“.

## Соло кариера
След смъртта на Морисън през 1971 г., групата продължава като трио и издава „Other Voices“ и „Full Circle“, където Кригър пее заедно с Манзарек. След като групата се разделя през 1973 г., Кригър създава заедно с Джон Дензмор (барабанистът на групата) The Butts Band („Дъ Бътс Бенд“). Постига умерен успех като джаз китарист издавайки албуми с The Robby Krieger Band (Дъ Роби Кръгър Бенд) през 70-те и 80-те години, включително „Versions“ (1983) и „No Habla“ (1986). През 2000 г. Кригър издава Cinematix – инструментален фюжън албум, с гости като Били Кобам И Едгар Уинтер.
През 2002 г. Кригър и Манзарек се събират отново под името Doors of the 21st Century („Доорс ъф дъ Туентитфърст Сенчъри“) с вокала Иън Астбъри (бивш вокал на The Cult). След съдебен спор с Джон Дензмор за името, групата се преименува на Riders on the Storm („Райдърс он дъ Сторм“). За кратък период в групата е участвал и бившият барабанист на Police („Полийс“) Стюарт Копланд.
Кригър участва в няколко песни на Blue Öyster Cult („Блу Ойстър Кълт“) и е работил над кавър проекти, организирани от Били Шеруд. В последно време Кригър участва като гост в групата Particle („Партикъл“) и се включва в албума „Transformations Live“. Задно с тях е направил редица кавъри на The Doors. През юни 2008 г. е издаден концерта му с Ерик Бърдън „Live At The Ventura Beach California“ (изпълняват песните „Back Door Man“ и „Roadhouse Blues“).